# Mangnai
Die Stadt Mangnai (chinesisch 茫崖市, Pinyin Mángyá Shì; mongolisch ᠮᠠᠨᠭᠨᠠᠢ᠎ᠶᠢᠨᠬᠣᠲᠠ Mangnai-yin qota – „Vorposten“) ist eine kreisfreie Stadt im Nordwesten des Autonomen Bezirks Haixi der Mongolen und Tibeter in der chinesischen Provinz Qinghai. Sie hat eine Fläche von 48.688 Quadratkilometern und zählt 18.856 Einwohner (Stand: Zensus 2020).

## Administrative Gliederung
Auf Gemeindeebene setzt sich Mangnai aus drei Großgemeinden zusammen.
Diese sind:
- Großgemeinde Huatugou (花土沟镇), Sitz der Stadtregierung[3]
- Großgemeinde Lenghu (冷湖镇)
- Großgemeinde Magnai (茫崖镇)